# Русенхане, София
Баронесса София Элеонора Русенхане (швед. Sophia Eleonora Rosenhane, в замужестве Jennings; 1757—1837) — шведская дворянка, меценат.

## Биография
Родилась 29 августа 1757 года в семье Фредрика Бенгта Русенхане и его жены, графини Евы Софии Стенбок (Eva Sofia Stenbock); сестра государственного секретаря барона Шеринга Русенхане. В детстве жила  в поместье Täckhammar прихода Bärbo провинции Сёдерманланд.
В детстве она была подругой принцессы Софии Альбертины Шведской, позже хорошие отношения с Софией Магдаленой Датской.

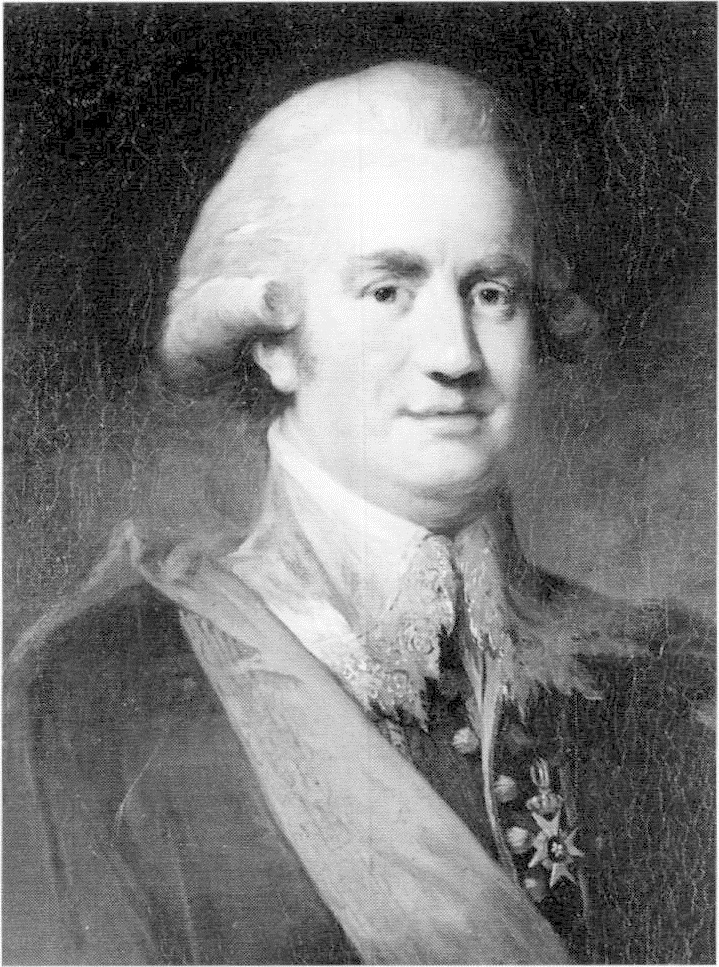
Шеринг Русенхане

17 июня 1802 года София Элеонора Русенхане вышла замуж за гофмаршала Йохана Якоба Франса Дженнингса (Johan Jakob Frans Jennings, 1762—1828), их брак был бездетным. Согласно описаниям современников, София Элеонора была известна как образованная женщина со здравым смыслом и благородным сердцем. Она была покровителем искусства и финансировала его. В 1826—1827, она и ее супруг пожертвовали большую часть личной библиотеки Русенхане государству и, в частности, Шведской академии, Уппсальскому университету и Стренгнесской гимназии (Thomasgymnasiet). 
Умерла 21 августа 1837 года в поместье Täckhammar, с нею была прекращена фамилия Русенхане. Похоронена в фамильном склепе церкви Husby-Oppunda kyrka.
В Национальной портретной галерее Швеции в Грипсхольме, открывшейся в 1822 году, София Русенхане была в числе первых шести женщин шведской истории, портреты которых появились в коллекции галереи, наряду с Бригиттой Шведской, Софией Элизабет Бреннер, Барбро Стигсдоттер, Хедвигой Шарлоттой Норденфлихт и Венделой Шютте.